# 私審判
私審判（ししんぱん、英語: The Particular Judgment, ロシア語: Частный суд）とは、正教会・カトリック教会で、人が死後に直ちに受けるとされる審判のこと。イエス・キリストの再臨後に人が受ける公審判とは区別される。

## 正教会とカトリック教会に共通する理解
死とは、霊魂が肉身を離れることと理解される。人は死んでから、肉身は土となる（創世記3:17 - 19、コヘレトの言葉12:1 - 17）。
霊魂は直ちに神の審判を受ける。これは全ての死者の復活の前に行われる最後の審判、すなわち公審判とは区別される。
聖書の箇所としては、以下が挙げられる（他にも多数ある）。
- 富める者と貧しきラザロのたとえ（ルカ16:19 - 31）[4][6]
- 回心した犯罪者に向けられた十字架上のイエスの言葉：「あなたはきょう、わたしと一緒にパラダイスにいるであろう」（ルカ23:43）[4][6]
- 「人一度死して、然る後審判あるは、定まれることなり」（ヘブル9:27）[4][6]。

## 正教会とカトリック教会の違い
正教会においては、死後ただちに受ける私審判については、その生涯にわたって行った善悪について神の裁きが行われる、それぞれに相応しい仮の報いを受けるものとされる。
カトリック教会においては、私審判の後に、「清めを経た上で至福に入るか、直接に天の至福に入るか、直ちに永遠の苦しみを受けるか」のいずれかの報いを受けるとされる。
カトリック教会における私審判の結果としての「清めを経た上で至福に入る」とは煉獄を指すが、煉獄の教えは正教会には無い。